# Caligula cachara
Caligula cachara är en fjärilsart som beskrevs av Moore 1872. Caligula cachara ingår i släktet Caligula och familjen påfågelsspinnare. Inga underarter finns listade i Catalogue of Life.

## Bildgalleri

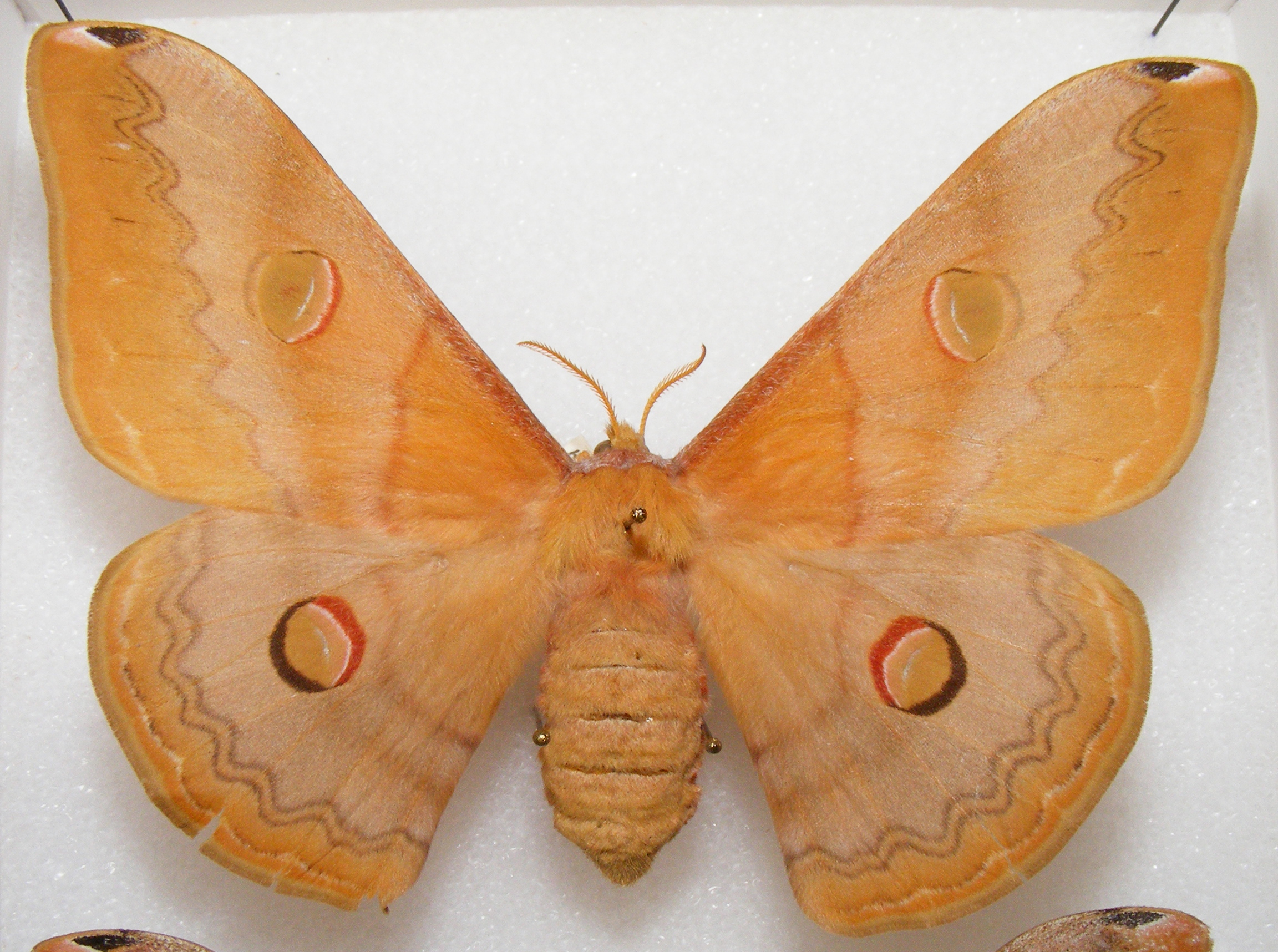
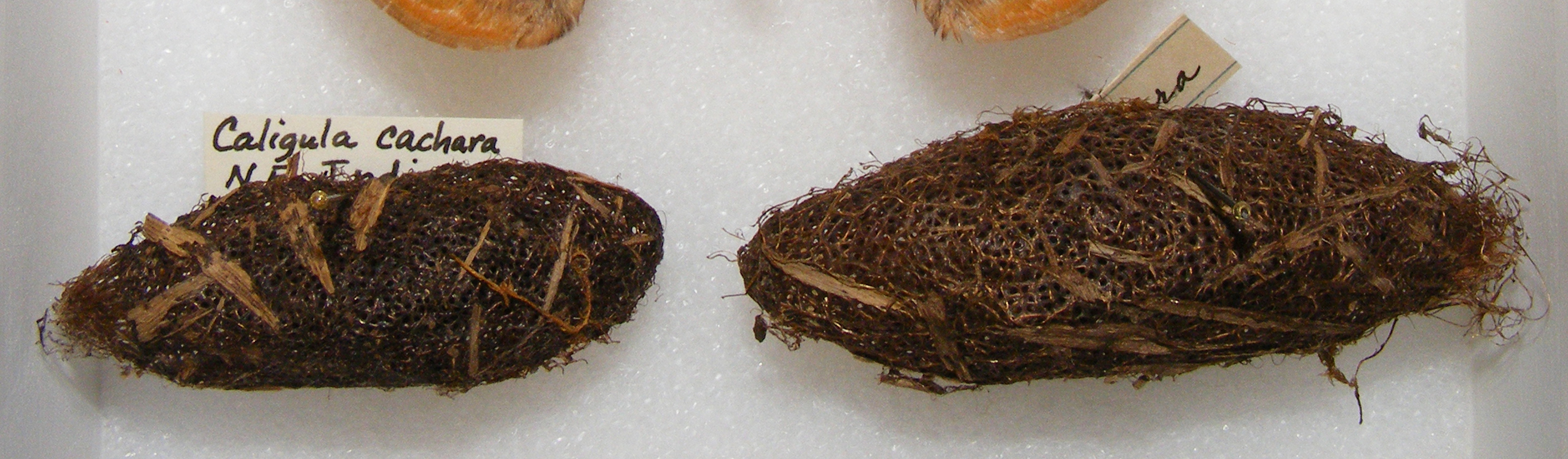
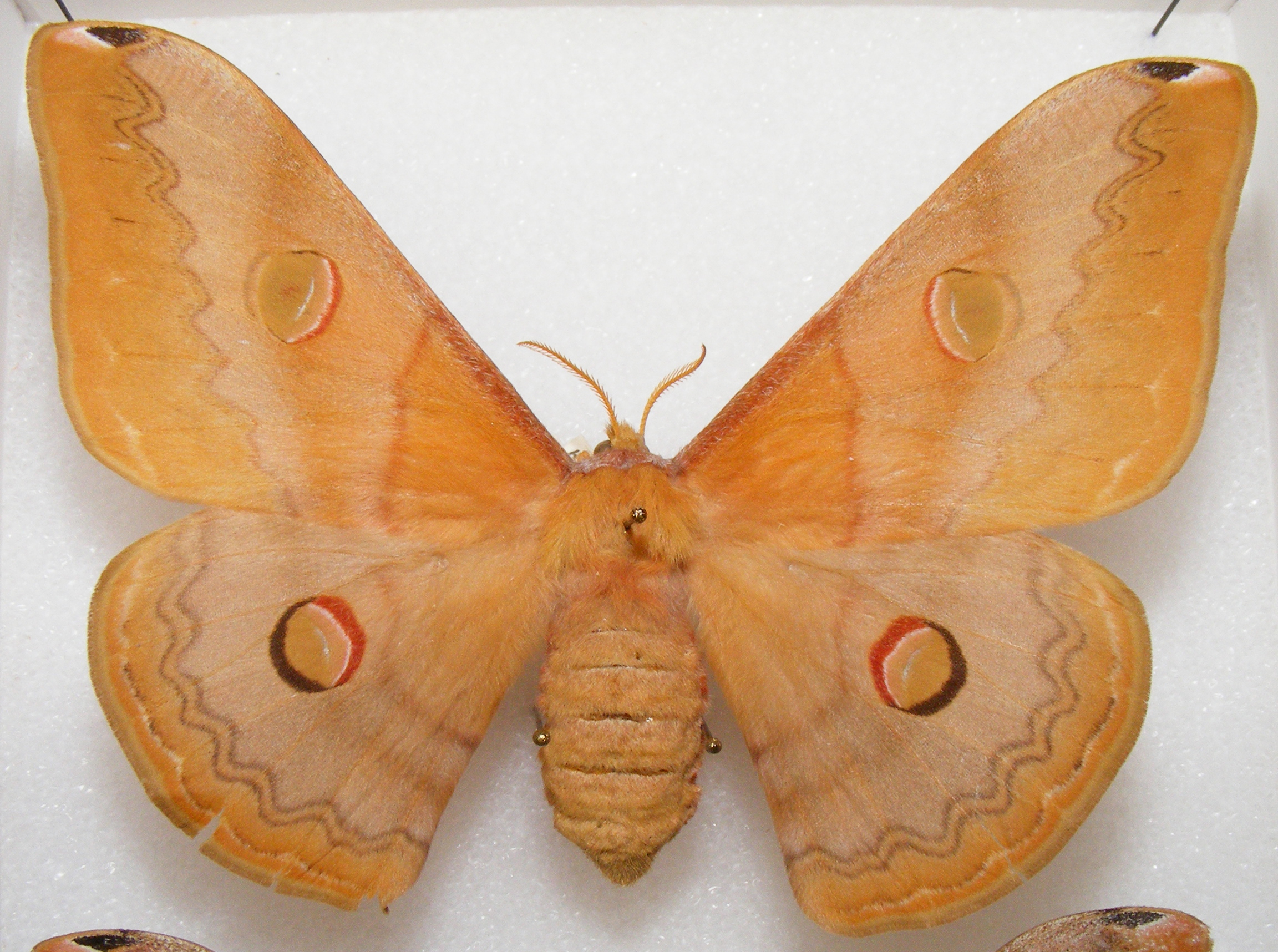
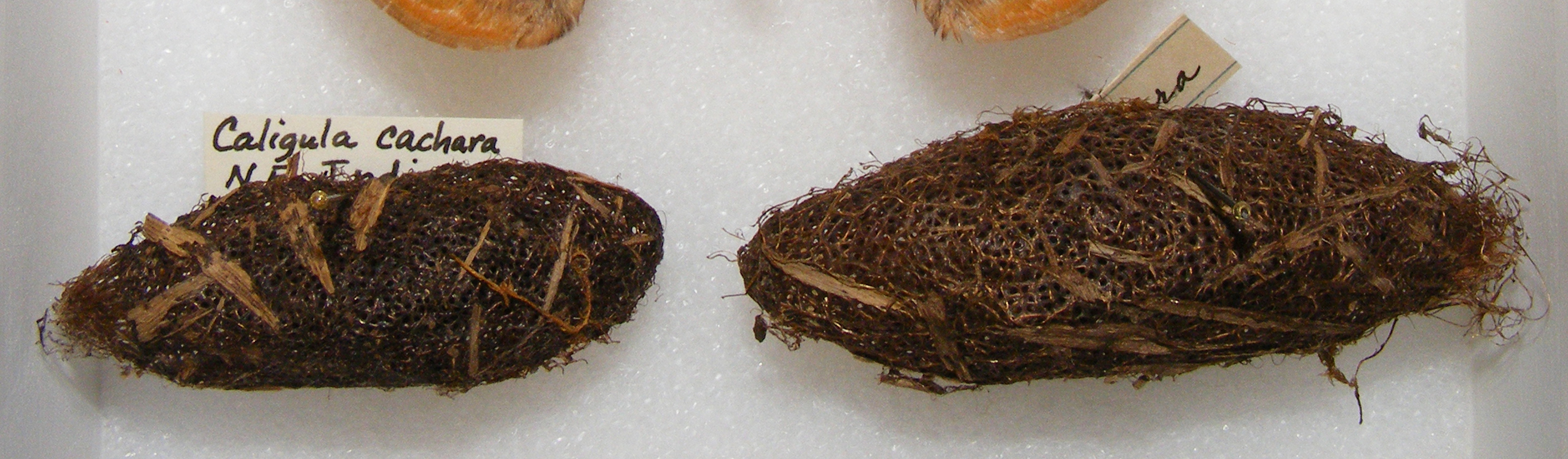